# Sophienplatz
Koordinaten: 50° 27′ 13″ N, 30° 30′ 58″ O
Der Sophienplatz (ukrainisch Софійська площа/Sofijska ploschtscha) ist einer der schönsten Plätze der ukrainischen Hauptstadt Kiew.

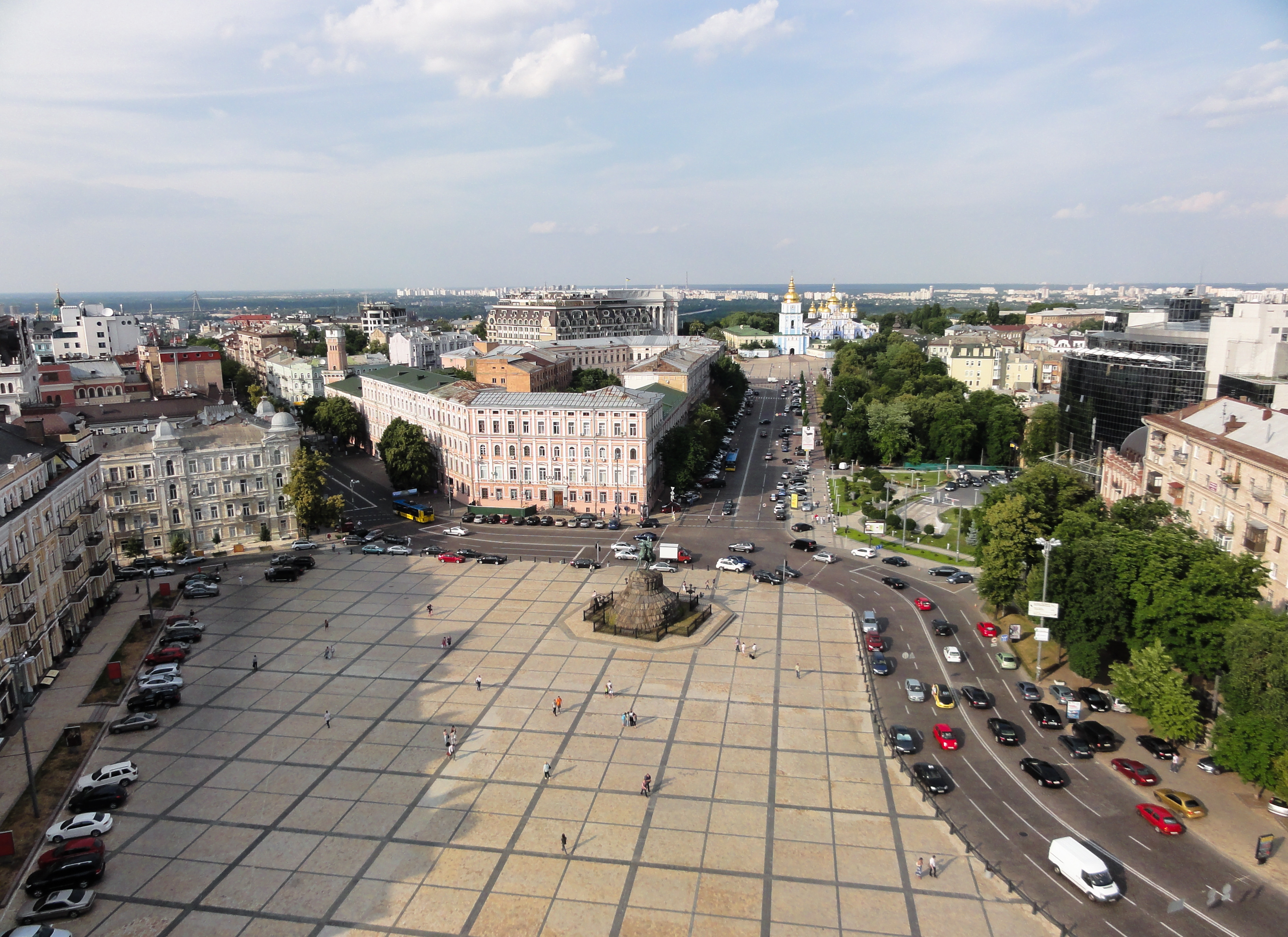
Der Sophienplatz vom Glockenturm der Sophienkathedrale gesehen

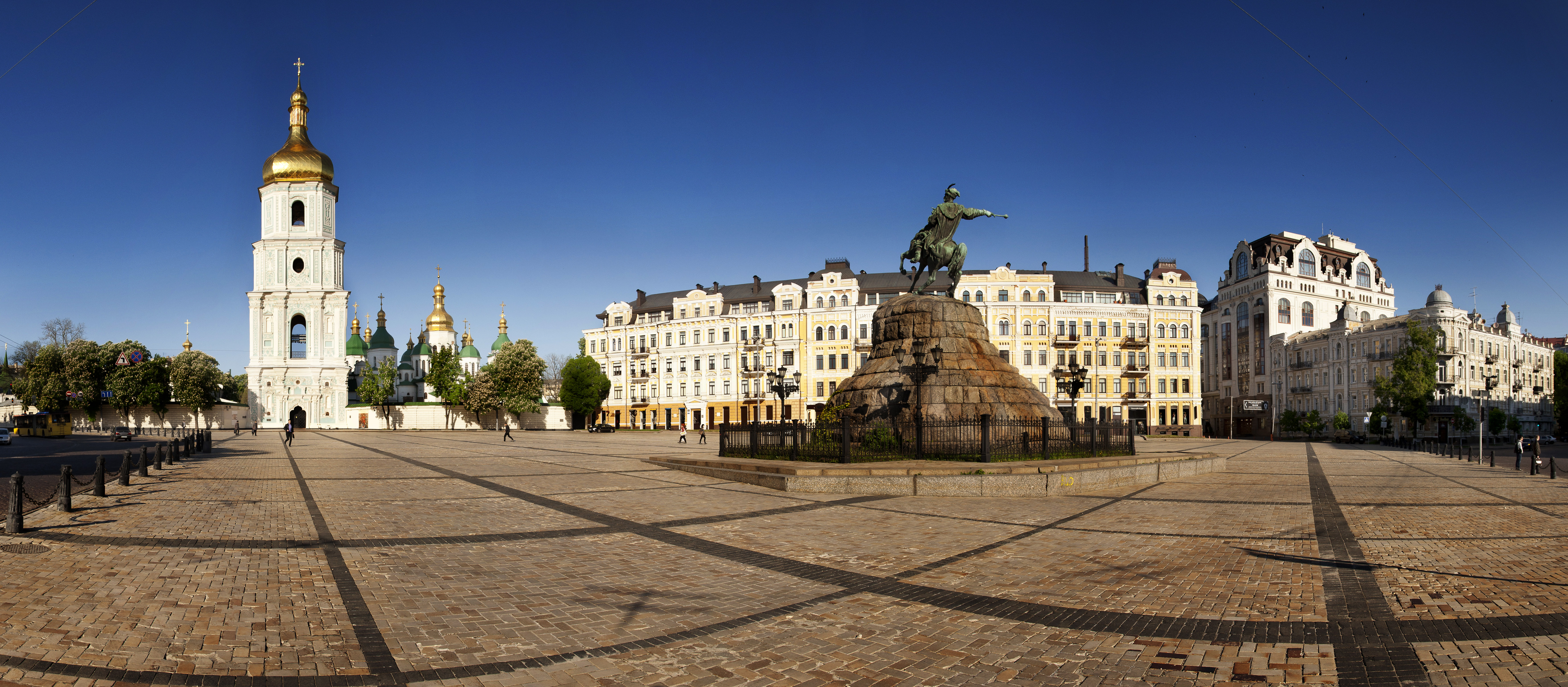
Der Sophienplatz Blickrichtung Sophienkathedrale

## Lage
Der Platz liegt im Rajon Schewtschenko an der Wolodymyrska-Straße im Zentrum Kiews.

## Name und Bebauung
Benannt ist der Platz seit 1869 nach der Sophienkathedrale, deren Südtor an den Platz grenzt und deren Glockenturm den Platz überragt.
Zwischenzeitlich war der Platz von 1944 bis 1993 nach dem Hetman Bohdan Chmelnyzkyj benannt, der hier am 23. Dezember 1648 nach einem erfolgreichen Feldzug empfangen wurde und dessen  Denkmal heute auf dem Platz steht.